# John Capel
John Capel Jr. (Brooksville, 27 de outubro de 1978) é um ex-atleta norte-americano especialista em provas de velocidade, campeão mundial dos 200 m rasos e no revezamento 4x100 m no Campeonato Mundial de Atletismo de 2003, em Paris.